# Jacob Tierney
Jacob Tierney est un acteur, réalisateur et scénariste canadien né le 26 septembre 1979 à Montréal.

## Filmographie

### Comme acteur
- 1992 : Fais-moi peur ! (série TV) - 13 épisodes : Éric
- 1991- ? : Watatatow : Greg
- 2009 : The Trotsky : V.I. (Lénine)
- 2012 : Laurence Anyways de Xavier Dolan : Alexandre
- 2012 : Camion de Rafaël Ouellet : Jacob
- 2017 : Another kind of wedding

### Comme réalisateur
- 2002 : Dad (court-métrage)
- 2003 : Twist
- 2007 : Walk All Over Me
- 2009 : The Trotsky
- 2010 : Good Neighbours